# FC Mulhouse
Football Club de Mulhouse je francouzský fotbalový klub z Mylhúz založený roku 1893, který hraje ve čtvrté nejvyšší francouzské soutěži Championnat de France amateur. Svá domácí utkání hraje na stadionu Stade de l'Ill, který má kapacitu pro 11 303 diváků.
V letech 1933-1934 byl klub ve druhé lize veden československým trenérem Rudolfem Hanákem.

## Významní hráči
- Raymond Domenech
- Abedi Pelé